# Tinte

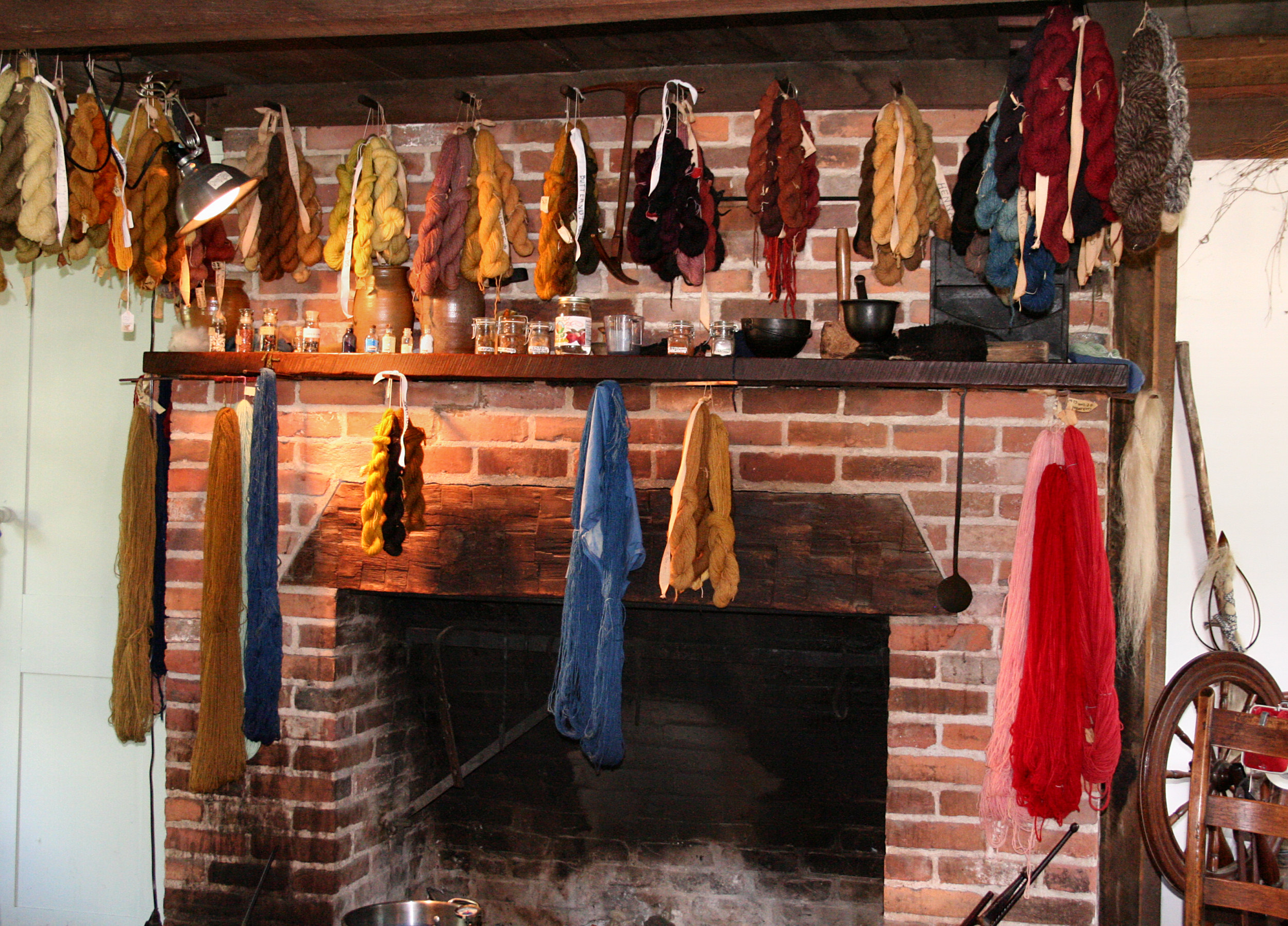
Hilos teñidos de varios colores

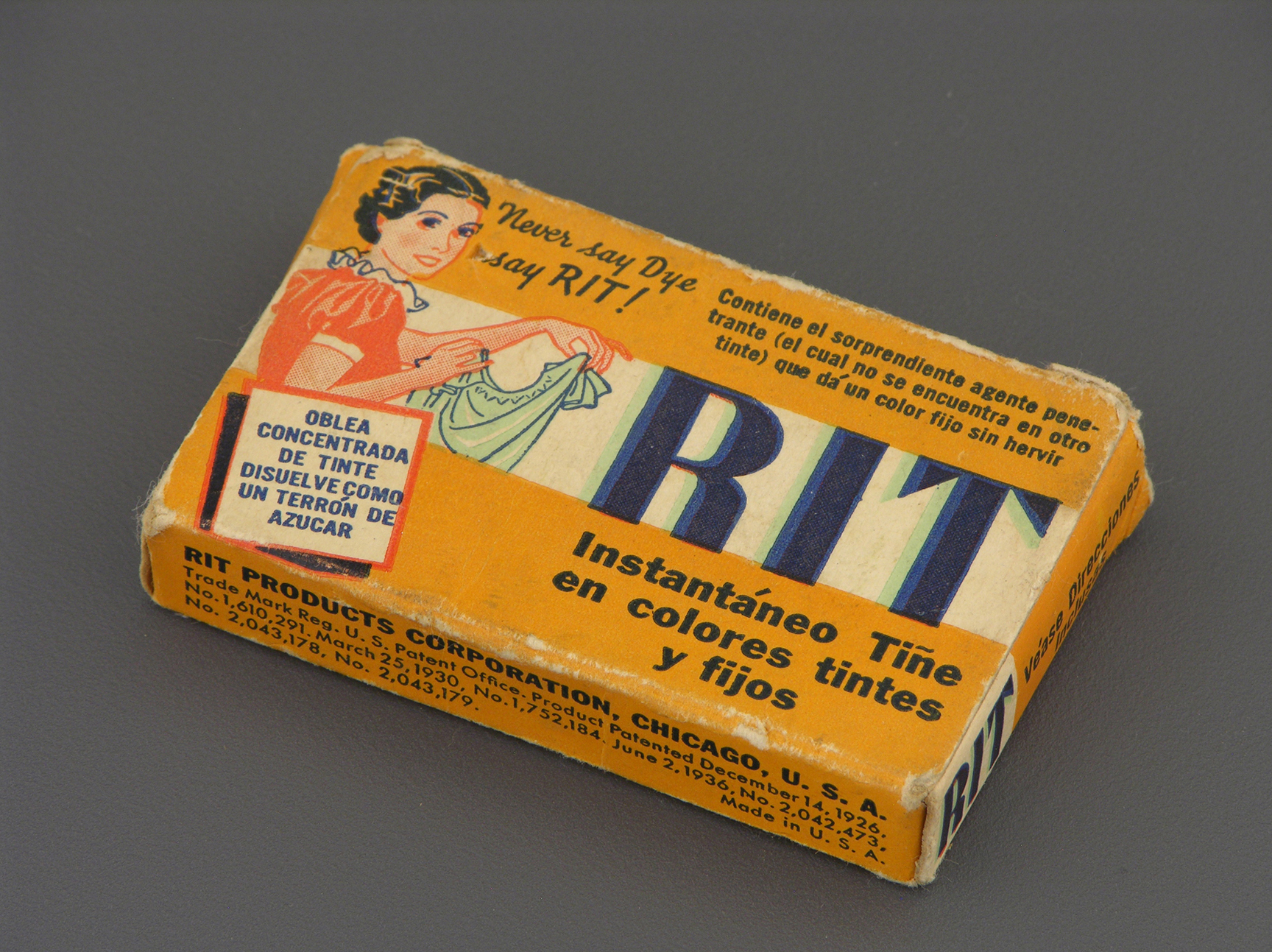
Tinte "RIT" de México (mediados del), de la colección permanente del Museo del Objeto del Objeto

El tinte o tintura es una sustancia con la que se da color a un objeto (usualmente tejido, ropa, cabello, pintura, alimento...) sobre el que ya tenía.     Aunque existen multitud de tintes naturales, la mayoría de los tintes usados hoy en día son sintéticos. Los tintes capilares se dividen en oxidantes y no oxidantes. Generalmente se aplica en una solución acuosa con un mordiente que facilita la fijación del tinte en la fibra.
Los tintes y los pigmentos son colorantes porque absorben solo algunas longitudes de onda de la luz visible. Los tintes generalmente son solubles en agua, mientras que los pigmentos son insolubles.
Los tintes contienen una variedad de elementos, como agua desmineralizada, alcohol cetílico, proteína de trigo, aloe vera, extracto de miel, sodio, fragancia, amoníaco (este último en los usados para teñir el cabello), etc.

## En litografía
En las litografías, la palabra tinte hace referencia a un tono sólido o plano, esto es, que no contiene degradaciones.

## Tinte de la madera
En el sector de la madera, se conoce como tintes a los productos químicos que permiten cambiar su tonalidad. El tintado de la madera permite cambiar su color, aunque conservando el veteado original. Los tintes para la madera pueden ser con disolventes sintéticos o acuosos.

## Tinturas medicinales

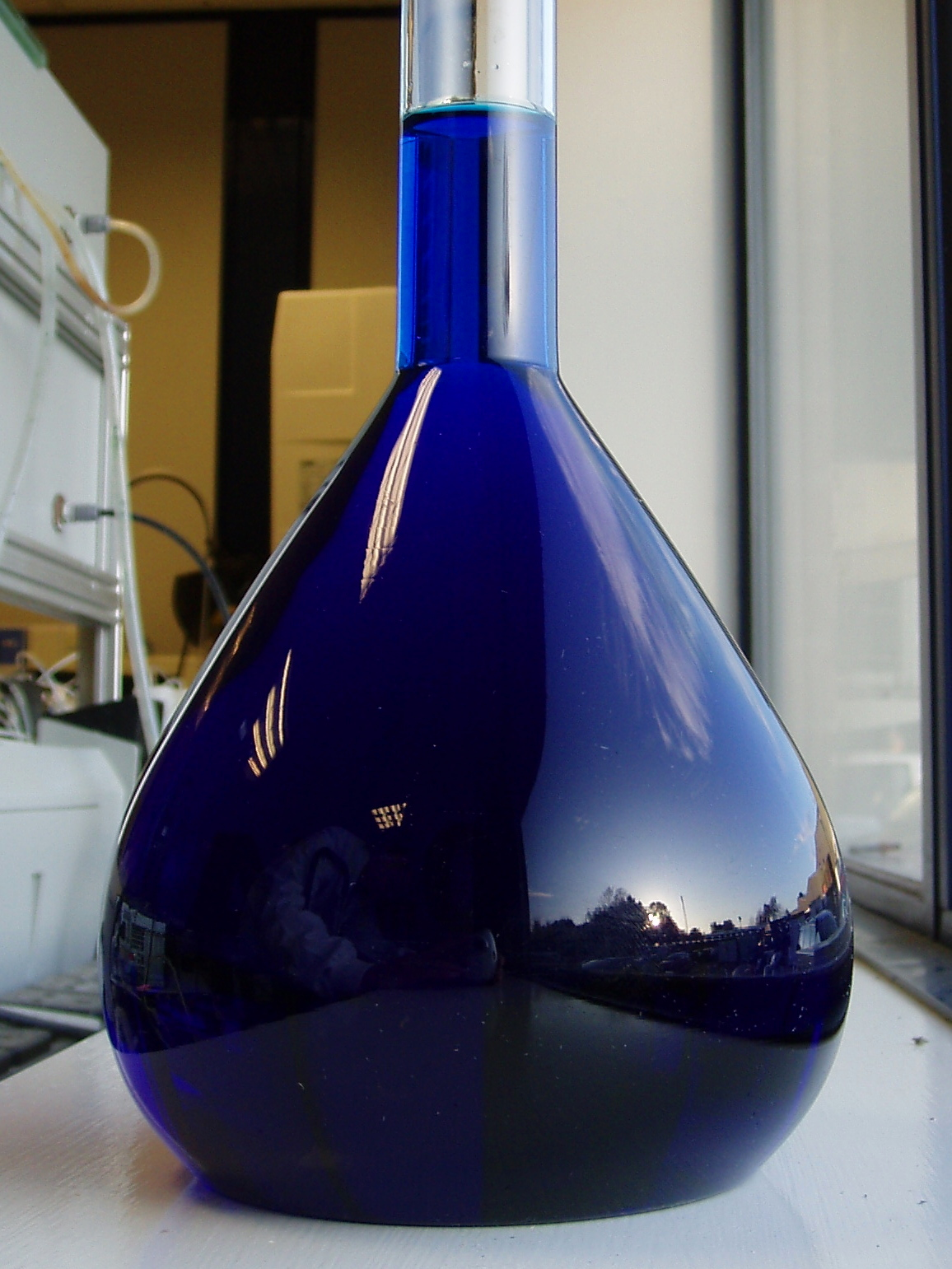
Azul de metileno en matraz volumétrico.

Muchos tintes o tinturas tienen propiedades medicinales: yodo, violeta de genciana, merthiolate, mercurocromo, azul de metileno.
La tintura también es un método de extracción de los principios activos de una planta, se realiza dejando la planta en alcohol etílico o etanol.